# Tical 2000: Judgement Day
Tical 2000: Judgement Day é o segundo álbum de estúdio do rapper americano membro do Wu-Tang Clan Method Man, lançado em 17 de Novembro de 1998 pela Def Jam Recordings. O título do álbum e o tema geral foram influenciados pelas teorias do apocalipse rodeando o fim do milênio (2000). Judgement Day apresenta produção de RZA, True Master, 4th Disciple, Inspectah Deck, Erick Sermon, Havoc, e Trackmasters, entre outros. O álbum também apresenta uma multidão de participações especiais de artistas como Mobb Deep, Left Eye, e vários membros e afiliados do Wu-Tang Clan como Streetlife, que aparece em sete das vinte e oito faixas do álbum.
O álbum estreou em número dois na parada Billboard 200, e em número um na Top R&B/Hip-Hop Albums, vendendo 411,000 cópias em sua semana de lançamento. Em 16 de Dezembro de 1998, Tical 2000: Judgement Day foi certificado como platina pela Record Industry Association of America (RIAA), com vendas de 1,576,413 cópias nos Estados Unidos. Desde seu lançamento, tem recebido críticas favoráveis de críticos musicais, apesar de algumas aprovações de sua abundância de esquetes.

## Lista de faixas
| #  | Título                                                                          | Produtor(es)                  |
| -- | ------------------------------------------------------------------------------- | ----------------------------- |
| 1  | "Judgment Day" (Intro)                                                          | Method Man                    |
| 2  | "Perfect World"                                                                 | RZA                           |
| 3  | "Cradle Rock" (feat. Left Eye & Booster)                                        | LB Da Life Bringa             |
| 4  | "Dangerous Grounds" (feat. Streetlife)                                          | True Master                   |
| 5  | "Sweet Love" (skit)                                                             |                               |
| 6  | "Sweet Love" (feat. Cappadonna & Streetlife)                                    | True Master                   |
| 7  | "Shaolin What" (skit)                                                           | 4th Disciple                  |
| 8  | "Torture"                                                                       | True Master                   |
| 9  | "Where's Method Man?" (skit) (feat. Ed Lover)                                   |                               |
| 10 | "Suspect Chin Music" (feat. Streetlife)                                         | RZA                           |
| 11 | "Retro Godfather"                                                               | RZA                           |
| 12 | "Dooney Boy" (skit)                                                             |                               |
| 13 | "Spazzola" (feat. Inspectah Deck, Killa Sin, Masta Killa, Raekwon & Streetlife) | Inspectah Deck                |
| 14 | "Check Writer" (skit)                                                           |                               |
| 15 | "You Play Too Much" (skit) (feat. Chris Rock)                                   | Prince Paul                   |
| 16 | "Party Crasher"                                                                 | True Master Remixed by RZA    |
| 17 | "Grid Iron Rap" (feat. Streetlife)                                              | True Master                   |
| 18 | "Step by Step"                                                                  | Erick Sermon                  |
| 19 | "Play IV Keeps" (feat. Inspectah Deck, Mobb Deep, Streetlife & Hell Razah)      | Havoc                         |
| 20 | "Donald Trump" (skit)                                                           |                               |
| 21 | "Snuffed Out" (skit) (feat. Streetlife)                                         | Allah Mathematics             |
| 22 | "Elements" (feat. Polite, Star)                                                 | Inspectah Deck                |
| 23 | "Killin' Fields" (feat. Cho-Flo)                                                | True Master                   |
| 24 | "Big Dogs" (feat. Redman)                                                       | Erick Sermon                  |
| 25 | "Break Ups 2 Make Ups" (feat. D'Angelo)                                         | Qur'an Goodman, Trackmasters  |
| 26 | "Message from Penny" (skit) (feat. Janet Jackson)                               |                               |
| 27 | "Judgment Day"                                                                  | Method Man, 4th Disciple (co) |
| 28 | "CEOutro"                                                                       |                               |

## Samples
| Cradle Rock - "Bright Tomorrow" de Mighty Clouds of Joy Sweet Love - "What the World Needs Now" de Carla Thomas Retro Godfather - "Last Night a DJ Saved My Life" de Indeep - "Warp Factor II" de Vincent Montana Jr. - "I'll Do Anything For You" de Denroy Morgan Spazzola - "Call Me" de Aretha Franklin | Step By Step - "Bumpin' Bus Stop" de Thunder and LightningThunder and lightning Snuffed Out (Skit) - "So Tired" de The Chambers Brothers Elements - "Is It Him Or Me?" de Jackie Jackson - "Everybody's Gotta Believe In Somebody" de Dee Dee Warwick Killin' Fields - "Something" de Bloodstone Big Dogs - "Tell 'Em" de Erick Sermon |

## Singles do álbum
| Informação do single                                                                       |
| ------------------------------------------------------------------------------------------ |
| "Judgement Day" - Lançado: 20 de Outubro de 1998 - Lado-B: "Dangerous Grounds", "Big Dogs" |
| "Break Ups 2 Make Ups" - Lançado: 12 de Janeiro de 1999 - Lado-B: "Suspect Chin Music"     |

## Posições do álbum nas paradas
| Ano  | Álbum                     | Posições nas paradas | Posições nas paradas   | Posições nas paradas |
| Ano  | Álbum                     | Billboard 200        | Top R&B/Hip-Hop Albums | Top Canadian Albums  |
| ---- | ------------------------- | -------------------- | ---------------------- | -------------------- |
| 1998 | Tical 2000: Judgement Day | 2                    | 1                      | 5                    |